# Carl Friedrich Goerdeler
Carl Friedrich Goerdeler (Schneidemühl, 31 luglio 1884 – Berlino, 2 febbraio 1945) è stato un politico conservatore tedesco sindaco di Lipsia dal 1930 al 1937 e coinvolto nella resistenza al regime nazionalsocialista.

## Biografia

### Carriera politica
Goerdeler nacque da una famiglia di militari prussiani a Schneidemühl in Posnania (oggi Piła in Polonia). Studiò legge e, dopo il termine del primo conflitto mondiale, entrò nelle file del Deutschnationale Volkspartei (DNVP, «Partito popolare nazionale tedesco») un partito di orientamento nazionalista e conservatore.
Goerdeler servì in qualità di secondo borgomastro a Königsberg in Prussia orientale prima di essere eletto, il 23 maggio 1930, borgomastro di Lipsia. L'amicizia che lo legava all'allora cancelliere Heinrich Brüning lo portò a ricoprire la carica di Reichskommissar für die Preisüberwachung («Commissario del controllo dei prezzi») nel 1931-32 ed ancora nel 1934-35. Negli anni della Repubblica di Weimar si fece la fama di onesto politico ed eccezionale lavoratore.
Dopo la caduta del governo di Brüning nel 1932 Goerdeler venne considerato per la carica di Cancelliere ed ebbe un incontro con il generale Kurt von Schleicher, deus ex machina della politica tedesca del periodo, che alla fine, però, scelse Franz von Papen. Durante il secondo periodo come Reichskommissar für die Preisüberwachung Goerdeler si trovò più volte in conflitto con Hjalmar Schacht a causa delle politiche inflazionistiche operate da quest'ultimo che avrebbero, secondo Goerdeler, messo in serio pericolo l'economia tedesca. Nel 1935 i contrasti con Schacht lo portarono a rassegnare le dimissioni dal suo ruolo, rimanendo esclusivamente la carica di borgomastro di Lipsia.

### Opposizione al nazionalsocialismo
Goerdeler si oppose attivamente all'ideologia razziale nazionalsocialista. Egli abbandonò il DNVP nel 1931 quando il partito iniziò la sua collaborazione con lo NSDAP. Dopo l'ascesa al potere di Hitler avvenuta nel gennaio 1933 Goerdeler fu uno dei pochi politici che si opposero alle politiche razziali ed antisemite del Terzo Reich cercando di difendere le proprietà degli uomini di affari ebrei di Lipsia dalla forzata "arianizzazione" delle loro imprese. Quando le autorità nazionalsocialiste imposero, nel 1936, la demolizione di un monumento del compositore ebreo-tedesco Felix Mendelssohn Goerdeler protestò vivacemente e cercò di ricostruirlo senza però riuscirvi a causa dell'opposizione dei nazisti. In seguito a questi fatti egli decise di non accettare la ricandidatura alla carica di borgomastro di Lipsia e nel 1937 si ritirò dal servizio.
Tra il 1937 ed il 1938 Goerdeler effettuò numerosi viaggi in Francia, Gran Bretagna, Canada e Stati Uniti cercando di avvisare chiunque fosse disposto ad ascoltarlo (tra cui Winston Churchill e Robert Vansittart) della pericolosità dell'aggressiva politica estera hitleriana. Nel 1938 Goerdeler fu profondamente deluso degli accordi della Conferenza di Monaco che, pur riconducendo il territorio dei Sudeti sotto il controllo della Germania, considerava indesiderabili perché privavano della possibilità di un putsch contro il regime nazionalsocialista - secondo Goerdeler una ferma linea di condotta da parte delle democrazie e l'ipotesi di un conflitto avrebbero spinto la popolazione tedesca a ribellarsi ad Hitler. A questo proposito scrisse ad un amico americano:

### La Resistenza
Nonostante la delusione per le conclusioni di Monaco Goerdeler proseguì nei suoi sforzi per rovesciare il regime nazista. Goerdeler era un risoluto ed inflessibile ottimista, dotato di un accentuato senso civico unito a profonde convinzioni religiose; egli credeva che solo se fosse stato in grado di convincere abbastanza persone avrebbe avuto la possibilità di sovvertire il regime nazista.
A partire dal 1938 Goerdeler collaborò alla creazione di un gruppo dissidente composto da politici conservatori e militari tra i quali spiccavano Ulrich von Hassell, ambasciatore tedesco in Italia, il generale Ludwig Beck, ex capo di Stato Maggiore dell'esercito, il feldmaresciallo Erwin von Witzleben e Johannes Popitz, ministro delle Finanze dello Stato prussiano.
Questo primo nucleo, al quale si aggiunsero negli anni numerosi elementi tra i quali Henning von Tresckow e Claus von Stauffenberg, iniziò ad elaborare la futura costituzione, che avrebbe dovuto entrare in vigore dopo la deposizione di Hitler, ed una lista di ipotetici ministri. Se l'attentato del 20 luglio avesse avuto successo Goerdeler sarebbe diventato Cancelliere del nuovo governo formato dopo il rovesciamento di Hitler.
Le idee di Goerdeler circa la nuova costituzione si basavano sul concetto di un forte potere esecutivo associato ad un alto livello di decentralizzazione. Il Reichstag avrebbe dovuto essere eletto in parte secondo lo schema uninominale anglosassone (first-past-the-post) invece che sulle liste di partito, ed in parte dai membri delle amministrazioni locali. Il Reichsrat avrebbe dovuto includere rappresentanti delle chiese tedesche, dei sindacati, delle università e dei diversi gruppi di imprenditori. Nella stesura della futura costituzione
Goerdeler chiese l'aiuto, attraverso il suo amico Dietrich Bonhoeffer, del cosiddetto «Circolo di Friburgo» composto da un gruppo di professori dell'università di Friburgo tra i quali figuravano Adolf Lampe, Erich Wolf, Walter Eucken, Constantin von Dietze e Gerhard Ritter.
Opponendosi alla visione del cosiddetto «Circolo di Kreisau» (che gravitava attorno alla figura di Helmuth James Graf von Moltke), Goerdeler immaginava una Germania post-nazista basata sul capitalismo liberista e si oppose sempre duramente alle idee del Circolo, che reputava troppo socialiste.
Le convinzioni monarchiche ed estremamente anticomuniste posero spesso Goerdeler in contrasto con gli altri membri della Resistenza tedesca. Uno dei più gravi punti d'attrito fu l'opposizione di Goerdeler all'uccisione di Hitler: egli voleva catturarlo e processarlo (non aveva, però, obiezioni per una condanna a morte comminata dopo un "equo" processo). Fino all'ultimo era stato persino contrario all'attentato, convinto com'era che sarebbe stato sufficiente distogliere Hitler dai suoi propositi autodistruttivi semplicemente parlandogli.

### Cattura e morte

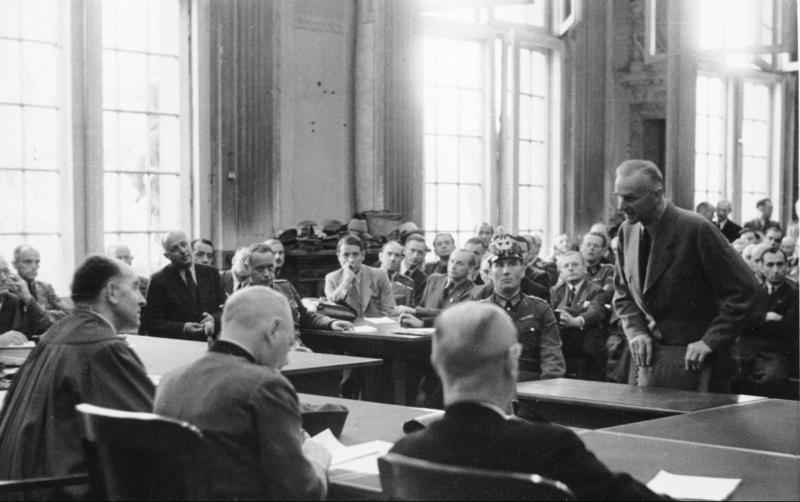
Processo a Carl Goerdeler (a destra in piedi), agosto-settembre 1944

Un ultimo tentativo compiuto da Goerdeler e dal generale Beck di anticipare i tempi della deposizione del tiranno, portò, nell'aprile del 1944, a un'offerta agli Stati Uniti, con la quale i congiurati si dichiaravano pronti, dopo il colpo di Stato, a accogliere a braccia aperte sul fronte occidentale gli anglo-americani, ma quest'ultimi non si degnarono nemmeno di rispondere. Il 17 luglio 1944 venne spiccato dalla Gestapo un mandato di cattura per Goerdeler che riuscì a sfuggire in un primo momento all'arresto fino a quando, il 12 agosto 1944, fu catturato in Prussia orientale in seguito alla delazione di una locandiera, Helene Schwärzel. Processato il 9 settembre presso il Volksgerichtshof egli venne condannato a morte ma non venne immediatamente giustiziato: per mesi subì le torture della Gestapo che sperava di ottenere da lui i nomi di altri cospiratori.
Goerdeler fu infine impiccato presso la prigione di Plötzensee, a Berlino, il 2 febbraio 1945. Mentre attendeva di essere giustiziato scrisse una lettera d'addio che terminava con le seguenti parole: «Chiedo al mondo di accettare il nostro martirio come atto di penitenza in nome del popolo tedesco.».